# Сибирка (растение)
Сибирка (лат. Sibiraea; от Sibiria — Сибирь) — род деревянистых растений семейства Розовые (Rosaceae).

## Ботаническое описание
Двудомные листопадные кустарники. Ветви толстые, вальковатые; почки яйцевидные, чешуйки очерёдные, пурпурно-коричневые. Листья очерёдные, почти сидячие, простые, цельнокрайные, без прилистников.
Соцветие — конечная, густая, многоцветковая, колосовидная метёлка; прицветники ланцетные, цельнокрайные. Цветки мелкие, короткочерешковые. Гипантий неглубоко колокольчатый. Чашелистиков 5, прямостоячих, цельнокрайные, заострённые, остающиеся при плодах. Лепестков 5, белые, длиннее чашелистиков. Тычинок 20—25, немного короче или немного длиннее лепестков (у женских цветков короткие и не содержат пыльцы). Плодолистиков 5 (4—7), сросшихся у основания по брюшному шву (у мужских цветков очень маленькие, недоразвитые, расположенные на дне гипантия). Плод — сборная листовка из голых, прямостоячих листовок, содержащих обычно по 2 крупных семени.

## Виды
Род включает 4 вида:
- Sibiraea angustata (Rehder) Hand.-Mazz.
- Sibiraea laevigata (L.) Maxim. typus — Сибирка гладкая, или Сибирка алтайская
- Sibiraea tianschanica (Krasn.) Pojark. — Сибирка тянь-шаньская
- Sibiraea tomentosa Diels

Виды рода очень похожи и иногда все объединяются в Sibiraea laevigata.